# 小行星2095
小行星2095（2095 Parsifal）是一颗围绕太阳公转的小行星。1960年9月24日，C. J. 万·豪敦、I. 万·豪敦-格勒内费尔德、T. 赫雷爾斯在帕洛马山发现了此天体。
該小行星以亞瑟王傳說的圓桌騎士珀西瓦里命名。
这颗小行星的绝对星等为17.59062等。